# Нарва (приход)

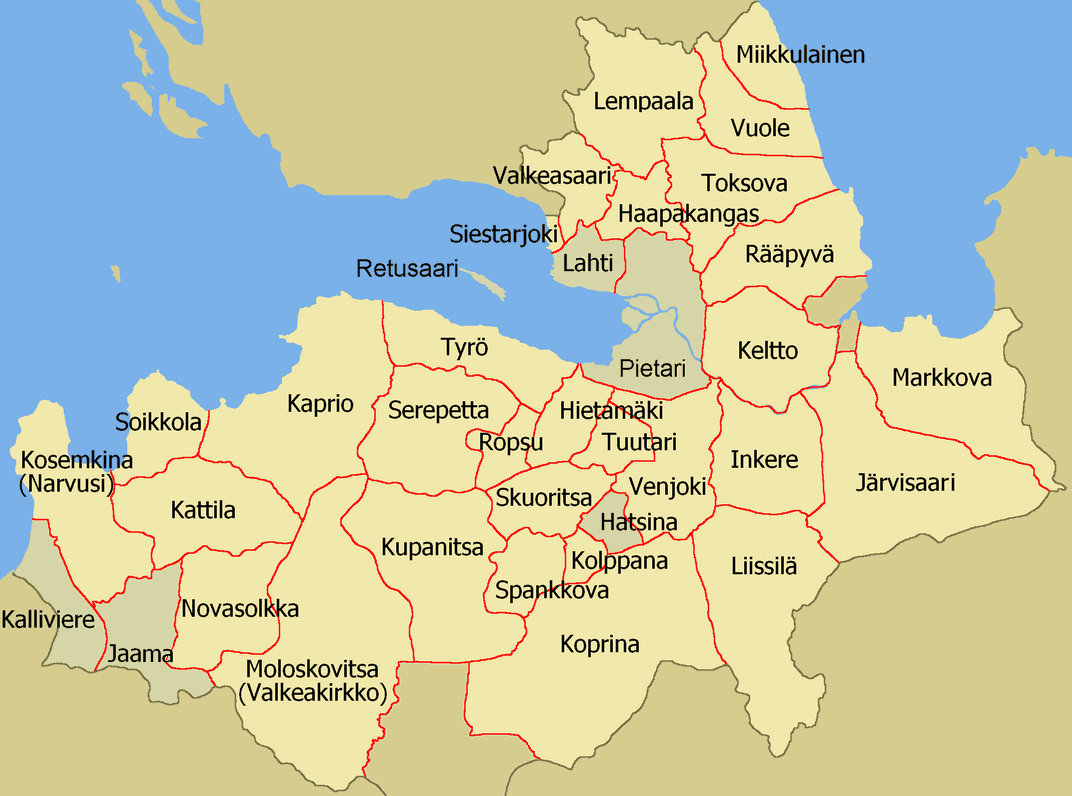
Карта приходов Церкви Ингрии (1930-е годы)

На́рва — исторический приход Евангелическо-лютеранской Церкви Ингрии с центром в кирхе Святого Михаила в городе Нарва.

## История
Точная дата основания первой церкви в городе Нарве неизвестна. Первое упоминание о ней происходит в 1345 году. Храм был деревянным, построили его датчане.
Во второй половине XV века, в период господства Ливонского ордена, немцами в Нарве был построен каменный храм, который был освящён по католическому обряду в честь Святой Девы Марии.
В первой половине XVI века, в период Реформации, церковь переосвятили и она стала протестантской.
С 1558 по 1581 года в Нарве действовали две православные церкви, построенные по приказу Иоанна Грозного, одна из них (деревянная) была разобрана шведами в 1581 году. Здание второй церкви (каменной) просуществовало до 1944 года.
В 1581—1704 годах, в период шведского господства в Нарве были построены две кирхи, для шведской и финской лютеранских общин.
В XVII веке (за исключением 1642—1651 годов) Нарва являлась административным центром Ингерманландии.
С 1641 года в городе находилась постоянная резиденция суперинтендента лютеранской церкви.
В 1646 году по указу шведской королевы Кристины в Нарве была учреждена провинциальная консистория Западной Ингерманландии.
В 1704 году к приходу Нарва был приписан капельный приход Косёмкина.
9 августа 1704 года Нарва была взята русскими войсками. Финская кирха была разрушена.
В 1704 году шведский Домский собор (шведская кирха) был преобразован в православный храм, который освятили во имя Святого Александра Невского. В 1708 году этот храм был закрыт, а немецкий преобразован в православный храм во имя Преображения Господня.
В 1726 году финский приход получил разрешение на строительство новой кирхи взамен разрушенной в 1704 году при штурме города.
В 1727 году строительство новой кирхи было закончено, она находилась в Новом городе и была освящена в честь Святого Михаила. Храм предназначался для финской и шведской общин, совместно принимавших участие в его строительстве. Кирха была деревянной и имела крестообразный план.
В 1733 году бывший шведский Домский собор (шведский храм), стоявший закрытым, был передан немецкой общине.
9 августа 1773 года во время большого пожара финско-шведская кирха сгорела.
В 1805 году на северной окраине Старого города, рядом с провиантским магазином на бастионе Глория (в настоящее время ул. Вестервалли, 6) было завершено строительство новой каменной кирхи Святого Михаила финско-шведского прихода Нарва.
В 1898 году при храме была открыта богадельня на 12 мест.
В 1900—1910 годах службы в кирхе проводились 57 раз в год на финском, шведском и эстонском языках.
В 1920 году, в связи с разделением территории объединённого прихода Нарва-Косёмкина государственной границей с РСФСР, приход Косёмкина стал самостоятельным, а на части его территории отошедшей к Эстонии — так называемой Эстонской Ингерманландии, был образован новый лютеранский приход Церкви Ингрии — Калливиере.
В 1944 году во время боевых действий под Нарвой кирха была разрушена.
Руины храма окончательно были снесены в 1950-х годах.
В настоящей время в Нарве действует Михайловская церковь, расположенная в здании бывшей малой Александровской церкви по адресу: ул. Кренгольми, 22 (местные жители называют её Финской церковью).

## Прихожане
В 1857 году в приходе числилось 618 финнов и эстонцев.
В 1896 году в приходе числилось 967 финнов и эстонцев.
В 1904 году в приходе числилось 975 человек, из них 865 финнов, 100 эстонцев и 10 шведов.
В 1913 году в приходе числился 831 человек.

## Духовенство
| Настоятели прихода Нарва | Настоятели прихода Нарва                      |
| Дата                     | Пастор                                        |
| ------------------------ | --------------------------------------------- |
| 1698—1708                | Эрик Бур (настоятель)                         |
| 1700—1704                | Йоханнес Нюбяк (капеллан)                     |
| объединение              | с приходом Косёмкина                          |
| 1712—1713                | Эрик Канделин (пастор)                        |
| 1716†                    | Эрик Бур (настоятель)                         |
| 1716—1722                | Йоханнес Шютц (настоятель)                    |
| 1722—1740†               | Йоханнес Говиниус (настоятель)                |
| 1732—1743                | Йоханнес Говиниус (мл.) (адъюнкт, пастор)     |
| 1744—1760†               | Габриэль Калм (настоятель)                    |
| 1762—1780†               | Якоб Алопаеус (настоятель)                    |
| 1764—1769                | Томас Хенрики Элгеен (адъюнкт)                |
| 1769—1772                | Фредрик Вебер (адъюнкт)                       |
| 1773—1775                | Хенрик Линдстрём (адъюнкт)                    |
| 1776—1778                | Микаэль Топпелиус (адъюнкт)                   |
| 1777—1782                | Якоб Йохан Фабритиус (адъюнкт, и. о. пастора) |
| 1782—1800†               | Эрик Йохан Паркоу (настоятель)                |
| 1783—1786                | Хенрик Вилхелм Карлинг (адъюнкт)              |
| 1773—1775                | Хенрик Линдстрём (адъюнкт)                    |
| 1786—1791                | Андреас Берг(адъюнкт)                         |
| 1791—1792                | Карл Густав Манделин (адъюнкт)                |
| 1794—1797                | Эрик-Вольхельм Скотте (адъюнкт)               |
| 1800—1802                | Эрик-Вольхельм Скотте (и. о. пастора)         |
| 1802—1813                | Эрик-Вольхельм Скотте (пастор)                |
| 1809                     | Йохан Грёнлунд (адъюнкт)                      |
| 1813—1821                | Филипп Моден (настоятель)                     |
| 1821—1841                | Адольф Фредрик Хорнборг (настоятель)          |
| 1836                     | Константин Шрёдер (и. о. пастора)             |
| 1841                     | Йонас Рейнхолд Кавен (и. о. пастора)          |
| 1841—1844                | Карл Хелениус (настоятель)                    |
| 1844—1845                | Йонас Рейнхолд Кавен (и. о. пастора)          |
| 1845—1868†               | Андреас Шевинг (настоятель)                   |
| 1860—1863                | Пауль Лоппенове (адъюнкт)                     |
| 1869—1873                | Йохан Вилхелм Мурман (настоятель)             |
| 1873—1892                | Алексис Книпер (настоятель)                   |
| 1887—1888                | Нестор Нордлинг (адъюнкт)                     |
| 1889†                    | Исаак Вилхелм Каллио (адъюнкт)                |
| 1889—1902†               | Густав Адольф Пелконен (адъюнкт, пастор)      |
| 1899—1901                | Франс Симеон Суокас (адъюнкт)                 |
| 1902—1903                | Юхо Варонен (и. о. пастора)                   |
| 1903—1919                | Йохан Вилхелм Каяндер (настоятель)            |
| отдельный                | приход                                        |
| 1919—1929                | Фритьёф Георг Слёёр (пастор)                  |
| 1930—1937                | Хелле Калерво Эрвиё (пастор)                  |
| 1938                     | Кустаа Илмари Хухта (пастор)                  |
| 1938                     | Пааво Вилхо Малвивара (пастор)                |
| 1938—1940                | Рейно Юлёнен (пастор)                         |

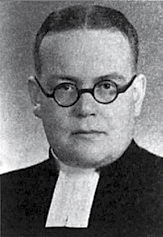
Пастор Рейно Юлёнен

## Фото

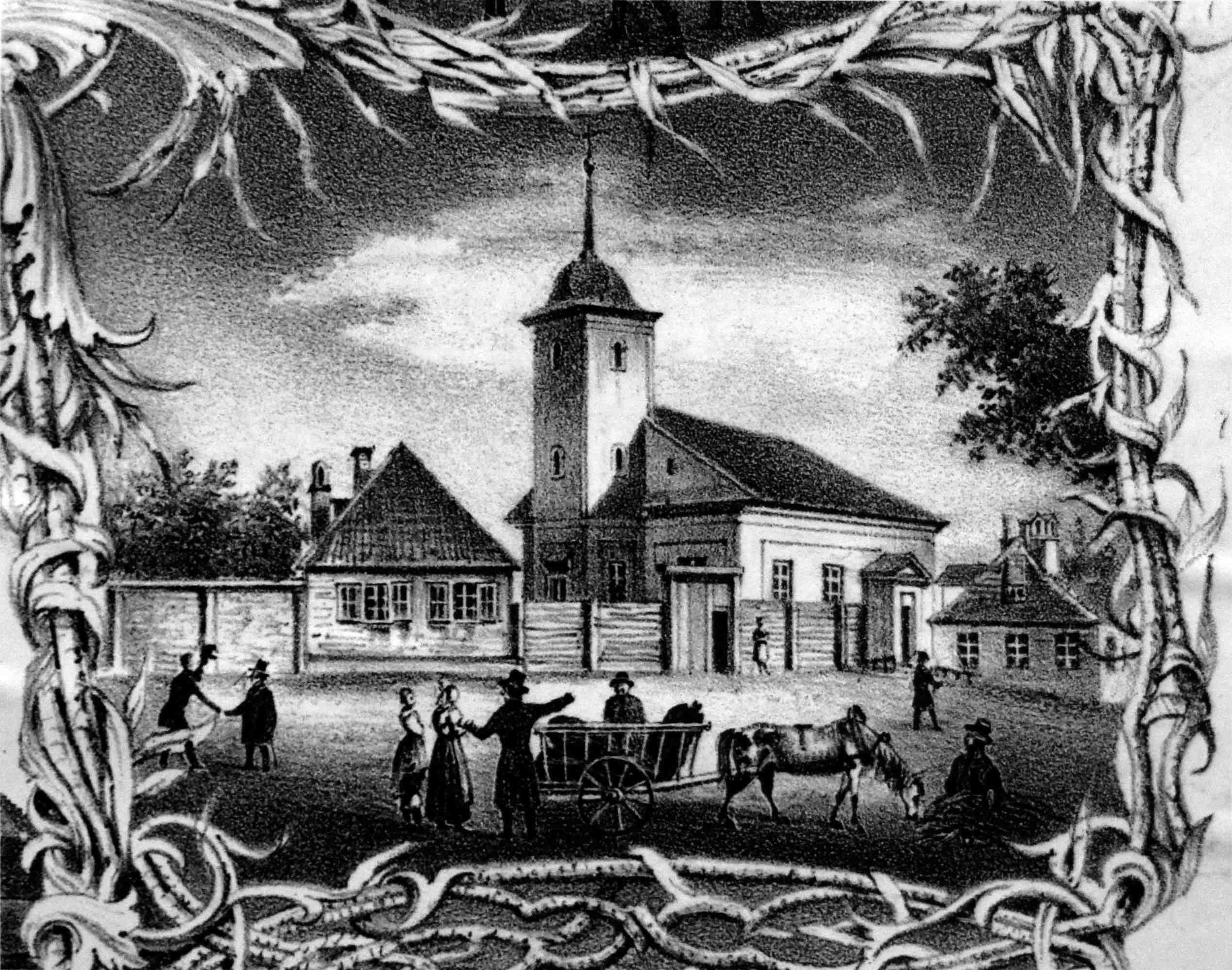
Кирха святого Михаила. Гравюра. 1858 год
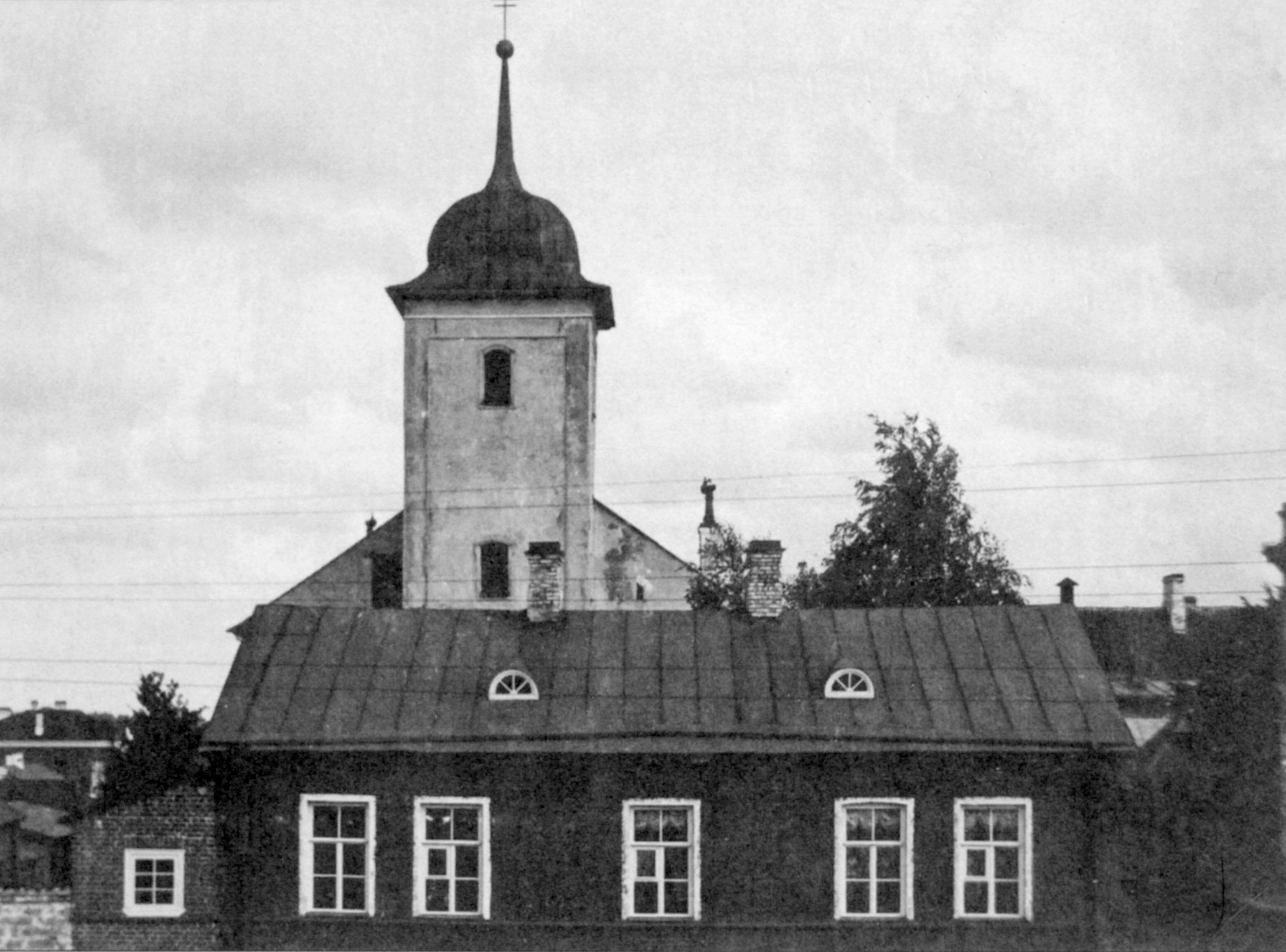
Кирха святого Михаила. Фото начала XX века
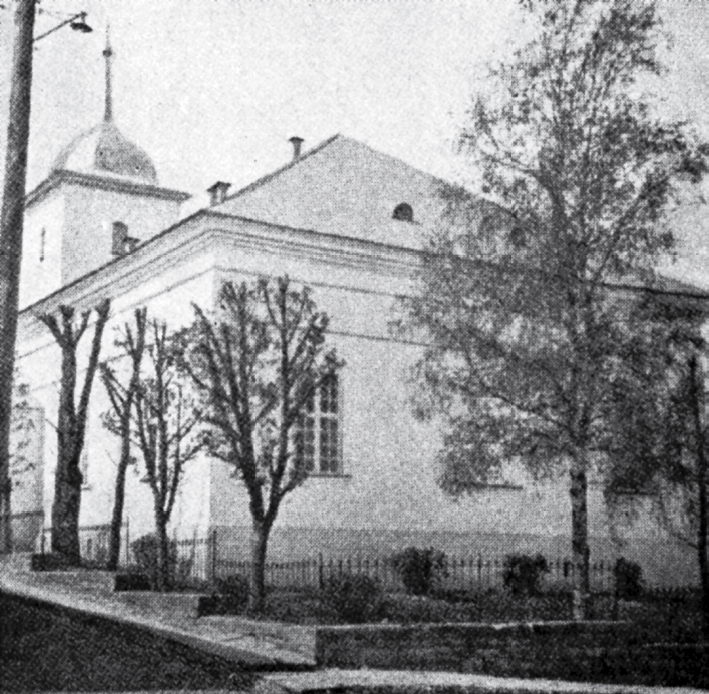
Фото начала XX века
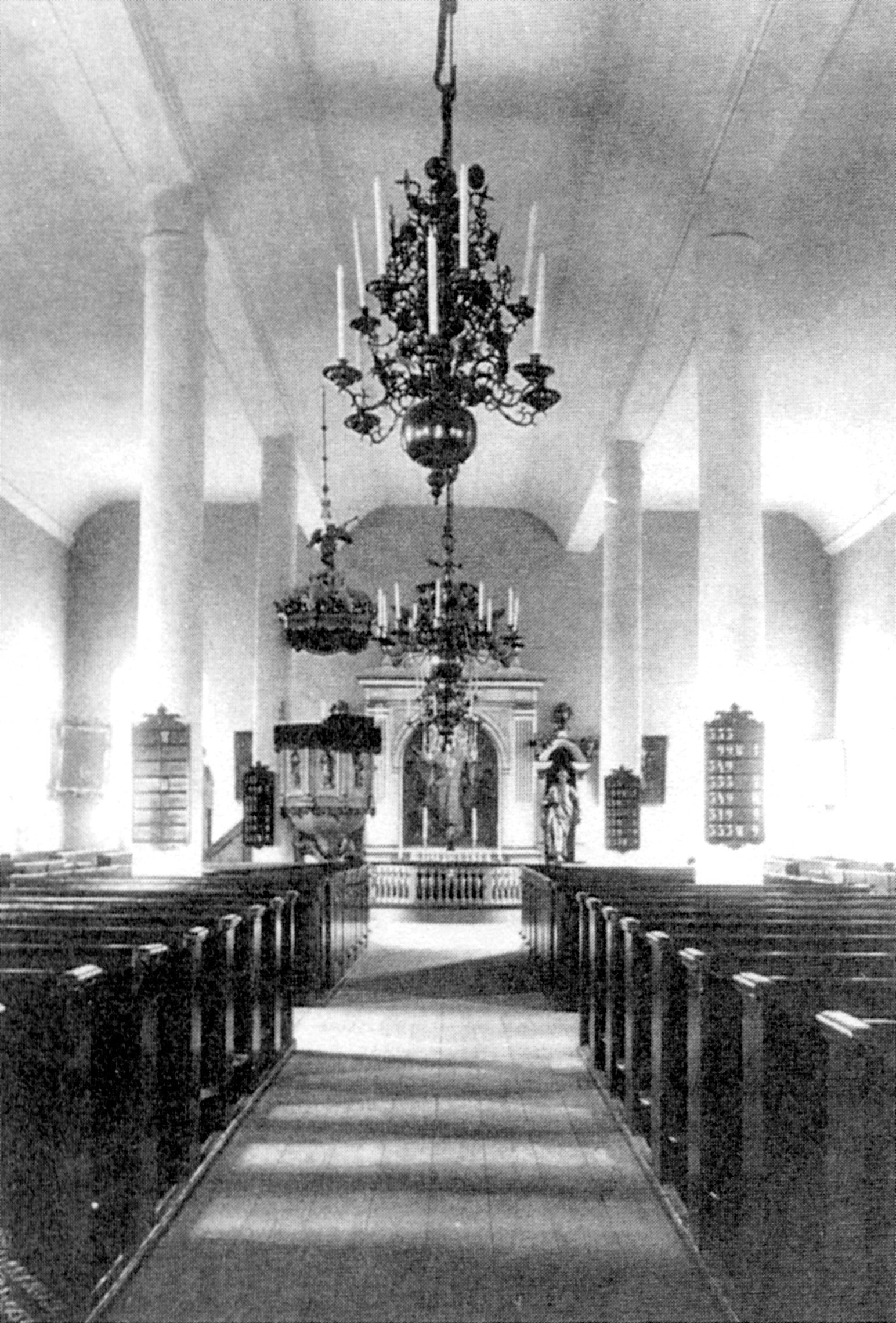
Интерьер кирхи
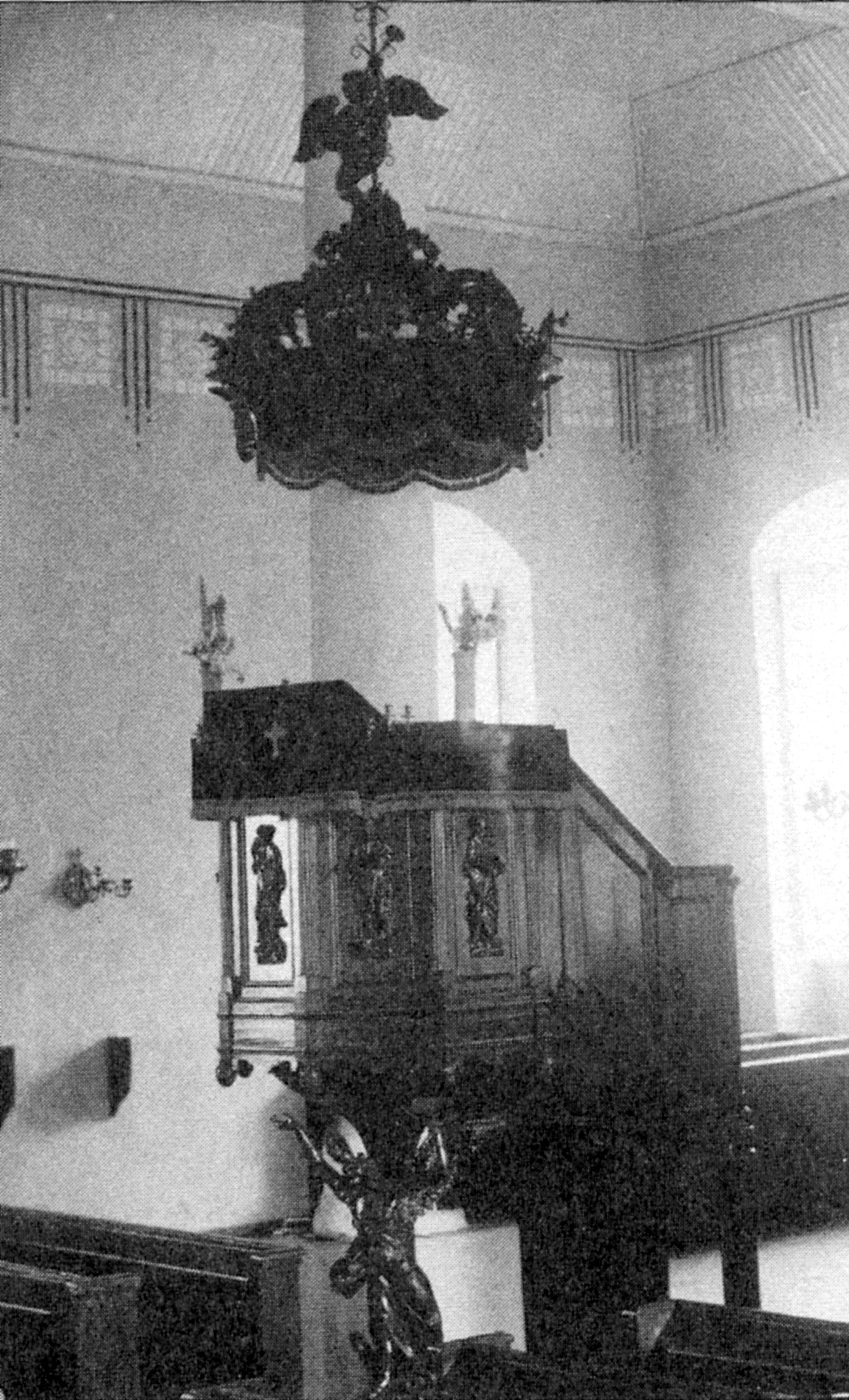
Интерьер кирхи
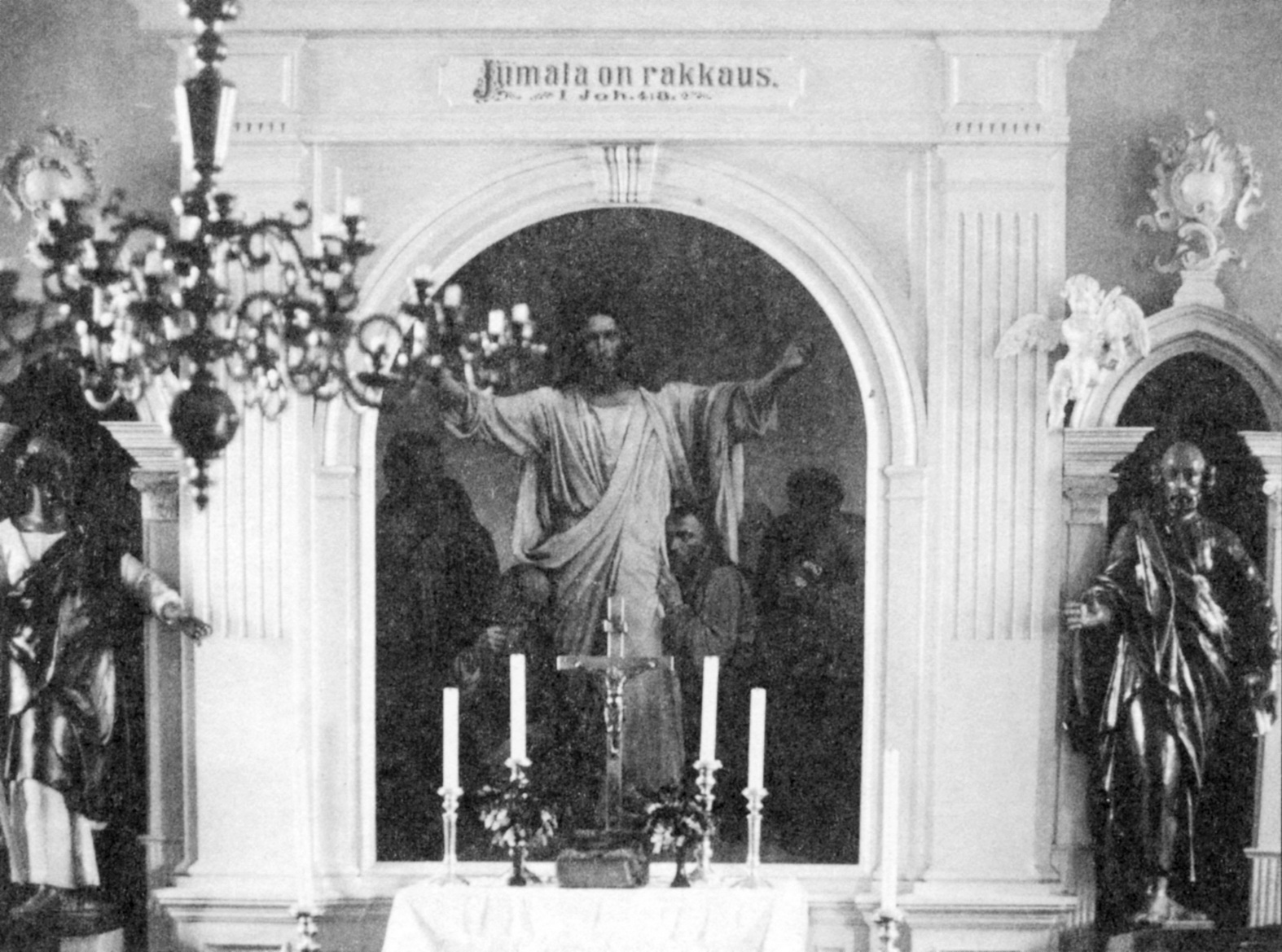
Интерьер кирхи